# Frank Frazetta
Frank Frazetta (nascido Frank Frazzetta /frəˈzɛtə/; Brooklyn, 9 de fevereiro de 1928 – Fort Myers, 10 de maio de 2010) foi um ilustrador estadunidense de ficção científica e fantasia, conhecido por seu trabalho com quadrinhos, capa de livros, pinturas, posters, capa de discos e outros tipos de mídia.
Era conhecido como o "grande chefão" da indústria de fantasia e um dos mais renomados ilustradores do século XX. Em 2003 foi tema do documentário "Painting with Fire". Frank fazia parte do Hall da Fama do Prêmio Eisner desde 1995 e do Hall da Fama Jack Kirby desde 1999.

## Biografia
Frank nasceu no bairro do Brooklyn, em Nova Iorque, em 1928. Era o único menino entre outras três irmãs. Frank passava a maior parte de seu tempo com sua avó, que foi uma grande encorajadora do neto em se empenhar nas artes desde os 2 anos. O sobrenome original da família era Frazzetta, mas Frank removeu um "z" no começo da carreira por motivos comerciais.
Aos 8 anos, Frank ingressou na Academia de Belas Artes do Brooklyn, uma escola pequena, dirigida por Michel Falanga.

## Carreira
No começo da carreira de Frank não era comum dar os créditos completos dos artistas que trabalhavam em revistas e livros, por isso é provável que a extensão completa do trabalho de Frank seja desconhecida. Seu primeiro trabalho com quadrinho foi em uma história do "Snowman", de John Giunta, na Tally-Ho Comics (Dez. 1944), publicada pela Swappers Quarterly.
Seu próximo trabalho confirmado foi em Treasure Comics nº7, de julho de 1946. Graham Ingels foi o primeiro a reconhecer o talento de Frank na indústria e a lhe dar trabalhos na Standard Comics, em 1947.[carece de fontes?] Frank desenhava quadrinhos de variados estilos, incluindo western, fantasia, mistério e dramas históricos. Alguns de seus primeiros trabalhos foram assinados como "Fritz" e ele chegou a recusar alguns trabalhos dos estúdios Disney.
No começo dos anos 1950, Frank trabalhou para a EC Comics, National Comics, Avon Comics entre outras. Muito de seu trabalho era feito em colaboração com seu amigo Al Williamson e seu mentor Roy G. Krenkel. Seus trabalhos para as capas de Buck Rogers começaram a chamar a atenção da indústria e ele começou a trabalhar com Al Capp nas tirinhas de Li'l Abner. Em novembro de 1956, Frank se casou com Eleanor Kelly, com quem teve quatro filhos, Frank Jr., Billy, Holly e Heidi.
Deois de 9 anos trabalhando com Capp, Frank retornou à indústria de quadrinhos, onde ajudou Harvey Kurtzman e Will Elder em três histórias de Little Annie Fanny para a revista Playboy.[carece de fontes?]

## Últimos anos
Em seus últimos anos, Frank foi acometido por vários problemas de saúde, incluindo na tireoide, que ficou sem tratamento por muitos anos. Vários AVCs o deixaram com o braço direito quase que totalmente paralisado e ele acabou aprendendo a desenhar com o braço esquerdo. Em 2009, Frank moravam em uma propriedade nas Montanhas Poconos, na Pensilvânia, onde montou um pequeno museu aberto ao público. Em 17 de julho de 2009, sua esposa e sócia, Eleanor "Ellie" Frazetta, morreu após um ano lutando contra o câncer.
Pouco depois da morte da esposa, em dezembro de 2009, o filho mais velho de Frank, Frank Jr., foi preso acusado de roubar do museu da família cerca de 20 milhões de dólares em obras de arte do pai. Segundo a polícia, Frank Jr. teve a ajuda de outros dois homens para arrombar a porta do museu e levar cerca de 90 pinturas. Frank Jr. alegou que tinha permissão do pai para remover as obras, mas o pai e o filho mais novo atestaram no tribunal que ele não tinha autorização para pegar os quadros.

## Morte
Frank morreu em Fort Myers, na Flórida, em 10 de maio de 2010, aos 82 anos, vítima de um AVC em um hospital próximo a sua casa. Ele foi tema de um documentário, lançado no ano de 2003.

## Lista de Obras

### Pinturas
- Carson of Venus – 1963
- Tales from the Crypt – 1964
- Lost City – 1964
- Land of Terror – 1964
- Reassembled Man – 1964
- Wolfman – 1965
- Conan the Barbarian – 1966
- Conan the Adventurer – 1966
- King Kong – 1966
- Sea Monster – 1966
- Spider Man – 1966
- The Sorcerer – 1966
- Swords of Mars – 1966
- Winged Terror – 1966
- The Brain – 1967
- Bran Mak Morn – 1967
- Cat Girl – 1967
- Conan the Conqueror – 1967
- Conan the Usurper – 1967
- Night Winds – 1967
- Sea Witch – 1967
- Snow Giants – 1967
- Conan the Avenger – 1968
- Rogue Roman – 1968
- Swamp Ogre – 1968
- Egyptian Queen – 1969
- Mongol Tyrant – 1969
- Primitive Beauty / La of Opar – 1969
- Savage World / Young World – 1969
- Vampirella – 1969
- A Princess of Mars – 1970
- Downward to the Earth – 1970
- Eternal Champion – 1970
- The Godmakers – 1970
- Nightstalker – 1970
- Pony Tail – 1970
- The Return of Jongor – 1970
- Sun Goddess – 1970
- Tyrannosaurus Rex – 1970
- Woman with a Scythe – 1970
- Conan the Destroyer – 1971
- Desperation – 1971
- John Carter and the Savage Apes of Mars – 1971
- At the Earth's Core – 1972
- Birdman – 1972
- Creatures of the Night – 1972
- The Silver Warrior – 1972
- Thuvia, Maid of Mars – 1972
- A Fighting Man of Mars – 1973
- Atlantis – 1973
- Black Emperor – 1973
- Black Panther – 1973
- Black Star – 1973
- Conan of Aquilonia – 1973
- The Death Dealer I – 1973
- Flash for Freedom – 1973
- Flying Reptiles – 1973
- Ghoul Queen – 1973
- Gollum – 1973
- The Mammoth – 1973
- Monster Out of Time – 1973
- The Moon Maid – 1973
- Serpent – 1973
- Tanar of Pellucidar – 1973
- Tarzan and the Ant Men – 1973
- Tree of Death – 1973
- Barbarian – 1974
- Flashman on the Charge – 1974
- Invaders – 1974
- Madame Derringer – 1974
- The Mucker – 1974
- Paradox – 1975
- Dark Kingdom – 1976
- Bloodstone – 1975
- Darkness at Times Edge – 1976
- The Eighth Wonder / King Kong and Snake – 1976
- Fire Demon – 1976
- Queen Kong – 1976
- Golden Girl – 1977
- Castle of Sin / Arthur Rex- 1978
- The Cave Demon – 1978
- Kane on the Golden Sea – 1978
- Sound – 1979
- Witherwing – 1979
- The Sacrifice – 1980
- Las Vegas – 1980
- Seven Romans – 1980
- Fire and Ice – 1982
- Geisha – 1983
- The Disagreement – 1986
- Victorious – 1986
- Predators – 1987
- The Death Dealer II – 1987
- The Death Dealer III – 1987
- The Death Dealer IV – 1987
- The Death Dealer V – 1989
- Cat Girl II – 1990
- The Countess and the Greenman – 1991
- Dawn Attack – 1991
- The Moons Rapture / Catwalk – 1994
- Beauty and the Beast – 1995
- Shi – 1995
- The Sorceress – 1995
- The Death Dealer VI – 1996
- From Dusk till Dawn – 1996

### Capas de Álbum
- "Welcome to the LBJ Ranch!", 1965 álbum de comédia de Earle Doud e Alen Robin
- Roy Orbison - The Fastest Guitar Alive álbum de trilha sonora (1967)
- Herman's Hermits – Both Sides of Herman's Hermits (1966) Capa frontal em aquarela, contracapa em nanquim. O nome consta como "Frizzeta" nas notas.
- Dust – Hard Attack (1972)
- Waterhole No. 3 Soundtrack LP de Roger Miller(1973)
- Nazareth – Expect No Mercy (1977)
- Molly Hatchet – Molly Hatchet (1978)
- Molly Hatchet – Flirtin' with Disaster (1979)
- Molly Hatchet – Beatin' the Odds (1980)
- Yngwie Malmsteen – War to End All Wars (2001)
- Wolfmother – Wolfmother (2006)